# دارسي نيكولاس
دارسي نيكولاس (بالإنجليزية: Darcy Nicholas)‏ هو ضابط شرطة نيوزيلندي، ولد في 1945.